# Oxypora lacera
Oxypora lacera är en korallart som först beskrevs av Addison Emery Verrill 1864.  Oxypora lacera ingår i släktet Oxypora och familjen Pectiniidae. IUCN kategoriserar arten globalt som livskraftig. Inga underarter finns listade i Catalogue of Life.